# Domen Gril
Domen Gril, slovenski nogometaš, * 10. junij 2001, Maribor.
Gril je profesionalni nogometaš, ki igra na položaju vratarja. Od leta 2021 je član portugalskega kluba Académico Viseu. Pred tem je igral za slovenski Bravo in nemški TSG 1899 Hoffenheim II. Za Bravo je v prvi slovenski ligi odigral deset tekem. Bil je tudi član slovenske reprezentance do 15, 16, 17, 18, 19 in 21 let.